# Campan
Campan település Franciaországban, Hautes-Pyrénées megyében. Lakosainak száma 1264 fő (2022. január 1.). Campan Asté, Ancizan, Arreau, Aspin-Aure, Aulon, Bagnères-de-Bigorre, Beaudéan, Beyrède-Jumet-Camous és Esparros községekkel határos.

## Népesség
A település népességének változása:
| Lakosok száma | 1345 | 1338 | 1388 | 1332 | 1327 | 1313 | 1304 | 1288 | 1264 |
|               | 2013 | 2015 | 2016 | 2017 | 2018 | 2019 | 2020 | 2021 | 2022 |